# 박상영
박상영(朴相泳, 1995년 10월 16일~)은 대한민국의 펜싱 선수로 주 종목은 에페이다. 2014년 세계 펜싱 선수권 대회 에페 단체전에서 준우승을 했고, 2014년 아시안 게임 에페 단체전에서는 금메달을 획득했으며 2016년 하계 올림픽에서는 에페 개인전에서 금메달을 획득하였다. 

## 경력
박상영은 2016 리우 올림픽 32강에서 러시아의 파벨 수호프 선수를 만나 15대 11로 승리하였다. 16강에서는 런던 올림픽 남자 에페 개인전 동메달리스트 정진선을 꺾고 올라온 이탈리아의 엔리코 가로초를 만나 15대 12로 꺾고 8강에 진출하였다. 대회 직전까지 엔리코 가로조와는 상대전적 1승 2패로 열세였다. 더군다나 11대 7로 이기다가 11대 11 동점이 되며 불안감이 일었으나 침착하게 잘 극복하였다. 8강에서는 스위스 에페 간판 스타 막스 하인처를 만나 15대 4로 대파하였다. 하인처는 경기 시작부터 피스트 라인을 넘어가는 범실을 저지르며 스스로 패망하였다. 4강에서는 하인처와 같은 스위스 선수인 베냐민 슈테펜을 만나 15대 9로 가볍게 이겼다. 
결승전에서 임레 게저를 만나 14-10으로 패색이 짙은 상황속에서 5연속 투슈(touche)를 성공시키며 리우 올림픽 금메달리스트가 되었다. 11점은 밀고 들어오는 칼을 오른쪽으로 눌러 팔을 찔렀다. 12점은 옥타브 빠라드 리포스트로 득점하였다. 13점은 서로간의 르미즈(칼의 교차상태에서 공격권없이 밀어넣기) 싸움에서 승리하였다. 14점은 옥타브(Octave-오른손잡이의 경우 반시계 방향으로 위에서 아래로 칼을 감는 기술)로 감아 공격에 성공하였다. 15점째 박상영은 하나의 빠르고 정교한 예비동작(preparation) 이후 빵트(펜싱의 기본 공격 동작)로 경기를 마무리 지었다.
질 가능성이 높았지만 남자 에페 개인전 역사상 최초로 결승전 무대에 섰고, 금메달의 주인공이 되었다.

## 학력
- 진주배영초등학교(졸업)
- 진주제일중학교(졸업)
- 경남체육고등학교(졸업)
- 한국체육대학교(졸업)

## 광고
- 2016년 오뚜기 진라면
- 2016년 SC제일은행